# Sigurd Brørs
Sigurd Brørs (16 luglio 1968) è un ex fondista norvegese.

## Biografia
In Coppa del Mondo ottenne l'unico podio, nonché primo risultato di rilievo, l'11 gennaio 1992 a Cogne (3°). Non partecipò né a rassegne olimpiche né iridate.

## Palmarès
- Miglior piazzamento in classifica generale: 27º nel 1992
- 1 podio (individuale[1]):
  - 1 terzo posto